# Jessie J
Jessica Ellen Cornish, född den 27 mars 1988 i London, är en engelsk sångare och låtskrivare känd som Jessie J. Hon är född och uppvuxen i London och började sin karriär på scenen, vid 11 år, med en roll i West End-musikalen Whistle Down the Wind. 
Jessie J undertecknade ett skivkontrakt med Island Records och började spela in sitt debutalbum, som tog sex år att färdigställa. 
Hon har skrivit låtar till artister som Chris Brown och Miley Cyrus. Den mest framgångsrika låt som hon skrivit till annan artist är "Party in the U.S.A." (Miley Cyrus), som fick platinacertifiering i många länder. Den 7 januari 2011 hamnade Jessie J i toppen av BBC:s Sound of 2011-lista. Därefter fick hon ta emot priset Choice på 2011 BRIT Awards. 
Hon släppte sin första singel "Do It Like a Dude", som nådde en andra plats i Storbritannien. Jessie J släppte uppföljaren "Price Tag" som gick direkt upp som nummer ett i Storbritannien, Irland och Nya Zeeland och topp-tio i ytterligare 19 länder. Hennes debutalbum Who You Are släpptes den 25 februari 2011 och nådde andraplatsen på UK Albums Chart.
Senare under året har hon samarbetat med David Guetta och James Morrison. Med David Guetta släppte hon den kända låten "Repeat", som finns med på David Guettas cd Nothing but the Beat.
Hon uppträdde även vid avslutningen av OS i London 2012.

## Diskografi
Album
- 2011 – Who You Are
- 2013 – Wild
- 2015 – Sweet Talker
- 2018 – R.O.S.E.
- 2018 – This Christmas Day

Singlar (topp 50 på UK Singles Chart)
- 2010 – "Do It like a Dude" (#2)
- 2011 – "Price Tag" (#1)
- 2011 – "Nobody's Perfect" (#9)
- 2011 – "Who's Laughing Now" (#16)
- 2011 - "Domino" (#1)
- 2011 - "Who You Are" (#8)
- 2012 – "Laserlight" (med David Guetta) (#5)
- 2013 – "Wild" (med Big Sean och Dizzee Rascal) (#5)
- 2013 – "It's My Party" (#3)
- 2013 – "Thunder" (#18)
- 2014 – "Bang Bang" (med Ariana Grande och Nicki Minaj) (#1)
- 2015 – "Flashlight" (från Pitch Perfect 2 ) (#13)